# Gerolamo Pallavicini

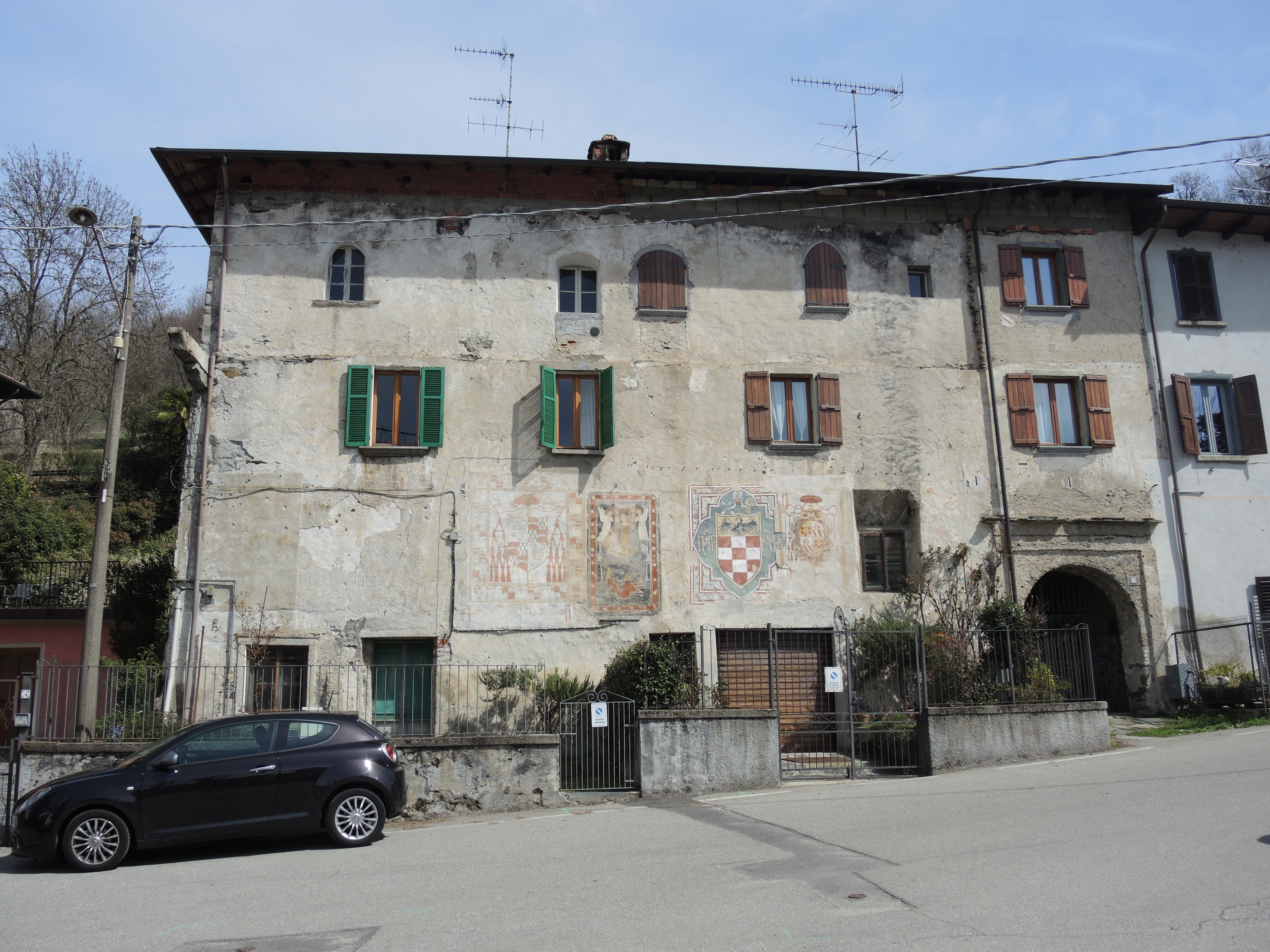
Buccione, Palazzo Vescovile, sulla facciata lo stemma Pallavicino

Gerolamo Pallavicini (Cremona, c. 1463 – Buccione, 18 agosto 1503) è stato un vescovo cattolico italiano. Membro della famiglia Pallavicini, fu vescovo di Novara dal 1485 fino alla sua morte nel 1503. 

## Biografia
Gerolamo Pallavicini, figlio di Pallavicino Pallavicini, marchese di Busseto, apparteneva al ramo lombardo della nobile famiglia Pallavicino, una delle più antiche casate aristocratiche dell’Italia settentrionale.
Originario di Cremona, era chierico e si distinse fin da giovane per le sue doti ecclesiastiche e diplomatiche. Il 18 aprile 1485, a soli 22 anni, venne nominato amministratore della diocesi di Novara; cinque anni dopo fu eletto vescovo della stessa diocesi, incarico che mantenne fino alla morte.
Durante il suo episcopato fu attivamente coinvolto anche nella politica del tempo, ricoprendo il ruolo di consigliere ducale presso la corte di Ludovico il Moro, duca di Milano. La sua figura si colloca dunque al crocevia tra potere spirituale e potere temporale nel periodo rinascimentale.
Morì il 18 agosto 1503 a Buccione, località situata sulla riva del Lago d'Orta, probabilmente mentre si trovava lì per motivi di salute o ritiro spirituale.
Ebbe due figlie naturali:
- Bernardina
- Lodovica